# Mistrzostwa Afryki w Zapasach 2003
Mistrzostwa Afryki w zapasach w 2003 roku rozegrano w dniach 17–19 maja w Kairze w Egipcie.

## Tabela medalowa
Gospodarz zawodów został zaznaczony kolorem.
| Miejsce | Kraj              | Złoto | Srebro | Brąz | Razem |
| 1       | Egipt             | 11    | 7      | 2    | 20    |
| 2       | Tunezja           | 6     | 5      | 5    | 16    |
| 3       | Południowa Afryka | 4     | 3      | 7    | 14    |
| 4       | Algieria          | 0     | 5      | 6    | 11    |
| 5       | Maroko            | 0     | 1      | 1    | 2     |
|         | razem:            | 21    | 21     | 21   | 63    |

## Wyniki mężczyźni

### styl wolny
| Waga   | Złoto:                 | Srebro:                           | Brąz:             |
| 55 kg  | Shaun Williams         | Tarik Abu al-Wafa                 | Omar Hamada       |
| 60 kg  | Ali Abu Talib Muhammad | Jacques Schoeman                  | Mohamed Benhamadi |
| 66 kg  | Walid Hasab an-Nabi    | Farid Hannoun                     | Ali Belkchairi    |
| 74 kg  | Corne Erasmus          | Sharif Adlane                     | Jabeur Dridi      |
| 84 kg  | Arnold Lottering       | Mohamed Bouzaiane                 | Ibrahim Ahmad     |
| 96 kg  | Salih Imara            | Steven van Eeden                  | Samir Bukirra     |
| 120 kg | Duane van Staden       | Hiszam Abd al-Wahhab Abd al-Mumin | Sofiane Akrout    |

### styl klasyczny
| Waga   | Złoto:                      | Srebro:               | Brąz:              |
| 55 kg  | Muhammad Mustafa Abu al-Ila | Samir Bin Szinaf      | Ziad Kefi          |
| 60 kg  | Aszraf al-Gharabili         | Mohamed Mehdi Jelassi | Mohamed Zoghbi     |
| 66 kg  | Muhammad Barkawi            | Ibrahim Ahmad Dżabr   | Hicham Mihoubi     |
| 74 kg  | Ahmad Sa’id Muhammadi       | Ahmed Fortas          | Badreddine Amdouni |
| 84 kg  | Umar Basz Hanba             | Ahmad Mahmud Szakir   | Samir Bukirra      |
| 96 kg  | Muhammad as-Sa’id           | Benmohamed Reda       | Steven van Eeden   |
| 120 kg | Jasir Sakr                  | Craig Cramer          | Aymen Ben Ftima    |

## Wyniki kobiety

### styl wolny
| Waga  | Złoto:                      | Srebro:                   | Brąz:              |
| 48 kg | Fadila al-Lawati            | Rajib Rajaa               | Manar Sa’id Hasan  |
| 51 kg | Rabi’a Sa’id Dżad           | Nur al-Huda al-Badżawi    | Chantel Roussouw   |
| 55 kg | Faiza Bejaoui               | Rasza Muhammad an-Niklawi | Magdeleine van As  |
| 59 kg | Doaa Ahmed Maher            | Samia Bejaoui             | Chriszelle Wiehahn |
| 63 kg | Sumajja Bin Sasi            | Abir Abd al-Wahhab        | Marlise Ras        |
| 67 kg | Jusrijja Madżdi Abd al-Muti | Kaouthmen Ghanmi          | Cdu Toit           |
| 72 kg | Saida Riabi                 | Sara Ahmed Maher          | Lorinda Bence      |